# EBU Circuit 1990/91 (Finale)
Der EBU Circuit 1990/91 im Badminton wurde mit einem Finale abgeschlossen. Es fand vom 14. bis zum 15. Juni 1991 in der Stadthalle Cottbus statt. Es war das zweite Mal, dass ein Circuit von einem Finalturnier gekrönt wurde.

## Ergebnisse

### Herreneinzel

#### Halbfinale
| Sieger          | Verlierer         | Ergebnis           |
| --------------- | ----------------- | ------------------ |
| Igor Dmitrijew  | Volker Renzelmann | 11-15, 15-4, 15-3  |
| Andrei Antropow | Pawel Uwarow      | 15-11, 11-15, 15-5 |

#### Finale
| Sieger          | Verlierer      | Ergebnis   |
| --------------- | -------------- | ---------- |
| Andrei Antropow | Igor Dmitrijew | 15-8, 15-3 |

### Dameneinzel

#### Halbfinale
| Sieger              | Verlierer     | Ergebnis         |
| ------------------- | ------------- | ---------------- |
| Elena Rybkina       | Irina Serova  | 11-4, 12-9       |
| Vlada Chernyavskaya | Viktoria Pron | 6-11, 11-3, 11-3 |

#### Finale
| Sieger        | Verlierer           | Ergebnis   |
| ------------- | ------------------- | ---------- |
| Elena Rybkina | Vlada Chernyavskaya | 11-6, 11-0 |